# The Geometer's Sketchpad
The Geometer's Sketchpad (thường được gọi tắt là Sketchpad hay GSP) là một phần mềm thương mại với mục đích khám phá Hình học Euclid, Đại số, Giải tích, và các ngành khác của Toán học. Tác giả Nicholas Jackiw, trưởng nhóm phát triển phần mềm này đã thiết kế để nó chạy trên nền Windows 95, Windows NT 4.0 hoặc mới hơn, và Mac OS 8.6 hoặc mới hơn (trong đó có Mac OS X). Phần mềm cũng có thể chạy trên Linux dưới Wine với một số lỗi. Geometer's Sketchpad được sử dụng rộng rãi trong việc giảng dạy ở nhiều trường trung học cơ sở ở Hoa Kỳ và Canada.
Phiên bản thương mại đầu tiên của Geometer's Sketchpad phát hành năm 1991 bởi Key Curriculum Press sau một thời gian thử nghiệm ở Hoa Kỳ, phiên bản đầu tiên này chi hỗ trợ Mac OS. Năm 1993, phiên bản đầu tiên dành cho hệ điều hành Windows mới chính thức ra đời. Geometer's Sketchpad từng nhận được nhiều giải thưởng công nghiệp và từng có mặt trong các bài thuyết trình của John Sculley (giám đốc Apple Computer) và Bill Gates (giám đốc Microsoft) về những công nghệ giáo dục tốt nhất.

## Các tính năng
Geometer's Sketchpad có các công cụ vẽ hình cổ điển của hình học Euclid là thước và com-pa, từ đó xây dựng nên các công cụ dựng hình cơ bản trong Hình học như: lấy trung điểm của đoạn thẳng, vẽ đường thẳng đi qua một điểm và vuông góc / song song với một đường thẳng khác, vẽ một góc bằng góc cho trước, vẽ tia phân giác của góc.
Chương trình cho phép đo độ dài của đoạn thẳng, góc, diện tích, bán kính… và tính toán, thậm chí lập bảng thống kê với các con số này; thực hiện các phép biến hình như phép quay, tịnh tiến, vị tự… Một tính năng quan trọng thường được sử dụng đến là cho chạy điểm, vẽ và xem quỹ tích. Nghiên cứu kĩ và có sự tìm hiểu, người dùng có thể phát hiện ra nhiều tính năng mở rộng thú vị của chương trình.

### Khả năng đại số, giải tích
Tuy Geometer's Sketchpad được lập trình chủ yếu cho bộ môn Hình học nhưng nó cũng hỗ trợ một số công cụ cho Đại số: vẽ trục số, vẽ đồ thị hàm số, vẽ đồ thị hàm số với hệ số thay đổi, vẽ đồ thị của hàm số cho bằng tham số; công cụ cho Giải tích như tính giới hạn hàm số tại 1 điểm,…

### Công cụ tùy biến
Geometer's Sketchpad cho phép người dùng có thể tạo ra các công cụ tùy biến (Custom Tool) cho riêng mình trên nền tảng các công cụ có sẵn.
Chẳng hạn, để vẽ đường tròn ngoại tiếp của một tam giác ABC
Cách làm thông thường khi không có công cụ
1. Dùng công cụ Midpoint (Trung điểm) để lấy trung điểm M của đoạn thẳng BC
2. Dùng công cụ Perpendicular Line (Đường vuông góc) để vẽ đường thẳng đi qua M và vuông góc với BC (đó chính là đường trung trực của đoạn thẳng BC)
3. Tiếp tục dùng công cụ Midpoint để lấy trung điểm N của đoạn thẳng AC
4. Dùng công cụ Perpendicular Line để vẽ đường thẳng đi qua N và vuông góc với AC (đó chính là đường trung trực của đoạn thẳng BC)
5. Nhấp chuột lấy giao điểm O của hai đường thẳng vừa tạo ra được
6. Dùng công cụ vẽ đường tròn để vẽ đường tròn có tâm O và đi qua A
7. Dùng công cụ Hide Object(s) (Ẩn mục) để ẩn các đường trung trực đi

Cách làm sau khi đã tạo công cụ tùy biếnChọn công cụ đã cho rồi lần lượt nhấp chuột vào ba điểm A, B, C. Ngay sau khi nhận được đủ ba điểm, chương trình sẽ cho ra đường tròn cần tìm.
Như vậy, việc dùng chức năng này rất thuận tiện và tiết kiệm thời gian khi người dùng phải thực hiện những công việc phức tạp và hay phải lặp đi lặp lại.
Mặc định từ phiên bản 4 của mình, Geometer's Sketchpad có 8 công cụ sẵn. Ví dụ ở phiên bản 5 có một số công cụ như vẽ tam giác đều, tam giác vuông, vẽ hình 17-giác đều, vẽ hình elíp, vẽ trục số,… Tất cả các công cụ này đều được xây dựng nên từ các công cụ có sẵn trong Sketchpad và người dùng hoàn toàn có thể tự mình tạo ra các công cụ như vậy.

### Trung tâm Tài nguyên
Geometer's Sketchpad hỗ trợ một trung tâm tài nguyên trực tuyến vô cùng phong phú tại website của chương trình: các Sketch mẫu, các hoạt động trong lớp học,…

## Sử dụng
- Geometer's Sketchpad cũng được thiết kế để dành cho việc thuyết trình và trình chiếu.[3] Với việc cho phép tạo nhiều trang trong một tập tin và viết chữ, chèn hình ảnh ngoài cùng các hiệu ứng tương tác trực tiếp, Geometer's Sketchpad thực hiện khá tốt công việc trình chiếu của giáo viên, làm cho bài giảng trở nên sinh động hơn rất nhiều.
- Có thể xuất hình vào Clipboard dưới dạng SVG nên luôn rõ nét kể cả khi phóng to, để dán vào các chương trình khác.
- Từ phiên bản 5, Geometer's Sketchpad hỗ trợ JavaSketchpad. Với tính năng này, các tập tin Sketchpad có thể được nhúng trực tiếp lên trang web và cho phép người dùng thực hiện các hoạt động tương tác với tập tin này dù máy tính không cài đặt Geometer's Sketchpad (yêu cầu trình duyệt có Java Runtime Environment)